# Schandl János
Schandl János Ignác (Komárom, 1799. július 13. – Gőböljárás, 1881. május 3.), Győr szabad királyi város képviselője az 1848-as szabadságharc alatt, Győr város tanácsosa, győri bérháztulajdonos, gyümölcs- és gabonakereskedő, kasznár, dunaszentpáli földbirtokos.

## Családja és származása
A győri római katolikus polgári Schandl családban született. Apja Schandl János (1758–1826), Komárom város tanácsosa, borkereskedő, választott polgár, anyja Oszvald Eleonóra (1769–1805) úrnő volt. Anyai nagyszülei Oszvald Ignác (1731–1794), Komárom város kamarása (civitatis camerarius), komáromi polgár, és Tuschleitner Elisabeth (1733–1803) voltak. Nagybátyja Osvald Jakab (1764–1826) komáromi szenátor, Komárom szabad királyi város kapitánya (senator et capitaneus L. R. Civitattis Comaromiensis) volt. Egyik leánytestvére Schandl Terézia (1802–1887) úrnő, akinek a férje szalacsi és nagytanyi Szalachy Antal (1802–1884) táblabíró, földbirtokos volt. Fivére Schandl József  (1801–1860) győri gyógyszerész, 1848-49-es szabadságharcos nemzetőr volt, aki a keresztapásságát vállalta Szalachy Antal gyermekeinek, ahogy több ízben Schandl Jánosné Lakner Alojzia asszonyság is tette. Schandl János unokahúga Schandl Franciska (1841–1907), akinek a férje, nemes Argay István (1826–1916), orvos, az 1848-as szabadságharc alatt honvéd, háromféle tudori oklevél tulajdonosa, Győr város törvényhatósági bizottsági tagja, a pápai Szent Silvester- és az Aranysarkantyú-rend lovagja, földbirtokos volt.

## Élete
Alap tanulmányai befejezése után, a gyümölcs kereskedéssel foglalkozott. A tekintélyes győri polgár gyermekei a belvárosi plébánián keresztelték meg. Schandl János 1841-ben Győr külső tanács tagja volt. Az 1848-as eszmék nagy támogatója volt, és a szabadságharc kitörése után 1848-ban Győr szabad királyi város egyik megválasztott képviselője volt. Győr szabad királyi város közgyűlése határozatban kötelezte Mendel István tanácsost, Zmeskál Sándor főjegyzőt, Vurda Ferenc, Schandl János és Király Lajos képviselőket, hogy készítsék el „a városnak hatósági belszerkezetét s tanácskozási rendjét”. A szabadságharc leverése után továbbra is foglalkozott a kereskedelemmel, 1856-ban Győr város községi tanácsosaként szerepelt; a tisztséget több éven keresztül töltötte be. A Győr vármegyei Dunaszentpálon 118 kataszteri holdas földbirtokot és egy kúriát vásárolt. 1870. november 28-án Schandl János győri gabonakereskedőnek, szállítónak és bizományosnak, 1864. évi augusztus 23-án „Schandl János“ németül: „Johan.Schandl“ aláírási cím alatt bejegyzett cége, kereskedésének véglegi felhagyása folytán saját kérése, a kereskedelmi lajstromból kitörültetett. Ekkor táj nagy tartozások miatt, amelyeket nem tudta lerendezni hitelezések során, Pfannl Károly hitelező követelte, hogy Scbandl János győri lakos, háztulajdonos és volt szállító bizományos és gabona-kereskedő megnyilvánítsa a csődöt. 1873-ban a vagyonbukott Schandl János csődtömegéhez tartozó, Dunaszentpálon lévő ingatlan birtokai árverésen eladatni rendeltetvén.
1881-ben hunyt el Gőböljáráson, Besnyő mellett, ahol fia, Schandl Mátyás, főhercegi uradalmi főszámvevő volt Habsburg József magyar kormányzó alcsúti központú udvarában.

## Házassága és leszármazottjai
1829. október 15-én Ószőnyben feleségül vette Lakner Anna Mária "Alojzia" (Dunaalmás, 1810. november 28.–Marcali, 1879. szeptember 21.) kisasszonyt, akinek az atyja Lakner Mátyás (1784–1860), gróf Zichy János (1777–1830) Komárom megyében fekvő ószőnyi uradalmának tiszttartója, anyja Pachl Terézia (1791–1865) volt. Az anyai nagyszülei Pachl Bertalan (1765–1831), naszályi molnármester és Róth Klára (1749–1814) voltak. Pachl Bertalanné Róth Klára első férje Engelmann György (1747–1785) naszályi molnármester volt, akitől született fia Angyalffy Mátyás András (1776–1839) agronómus, mezőgazdasági szakíró, a keszthelyi Georgikon tanára és egyben Schándl Jánosné Lakner Alojziának az anyai nagybátyja is volt. Lakner Mátyásné Pachl Terézia féltestére Pachl Alojzia (1817–1849), akinek a férje Brenner Károly (1802–1866) esztergomi vendéglős volt; gyermekük Brenner József (1835-1913) esztergomi fűszer -és gyarmatáru kereskedő, a "Vörös Rák" üzletház vezetője. Schandl Jánosné Lakner Alojzia fivére Lakner Mátyás (1812–1865), Lepsény római katolikus plébánosa volt 1851 és 1865 között. Schandl János és Lakner Alojzia házasságából született:
- Schandl Terézia Magdolna Alojzia (Győr, 1830. július 21.–Apostag, 1855. február 18.).[17] Férje: nemespanni Barta Adolf Sándor (Alsónyék, Hont vármegye, 1823. március 28.–Esztergom, 1894. november 15.), köz- és váltóügyvéd Esztergomban, 1848-as honvéd.[18]
- Schandl Alojzia Elenóra Anna Mária (Győr, 1832. február 4.–Győr, 1832. március 31.)
- Schandl Mária Alojzia Eleonóra Róza (Győr, 1833. július 7.–†?)
- Schandl Mátyás János József (Győr, 1834. július 5.–Budapest, 1914. december 27.), főhercegi uradalmi főszámvevő József főherceg udvarában, földbirtokos. Felesége: csalai Kégl Berta (Felcsút, 1849.–†?).
- Schandl Klementina Rozália  (Győr, 1835. október 22.–Paks, 1884. február 27.). Férje: tótváradjai Kornis Pál Károly (Bölcske, 1824. január 24.–Paks, 1876. április 22.), ügyvéd, 1848-as honvédszázados.
- Schandl Alojzia Johanna (Győr, 1837. május 11.–Marcali, 1915. december 4.).[19][20] Férje: nemeskéri Kiss István (Marcali, 1833. augusztus 1. –Nemesvid, 1884. február 29.), gyógyszerész, nemesvidi és marcali gyógyszertártulajdonos.